# Leiden Atletiek
Leiden Atletiek is een atletiekvereniging in de Nederlandse stad Leiden. De club is aangesloten bij de Atletiekunie en is in 1996 ontstaan uit een fusie van AV de Bataven (opgericht in 1931) en de Atletiek Vriendenkring (AV) Holland (opgericht in 1935). Zowel het vrouwen- als het herenteam kwam meerdere jaren uit in de Nederlandse eredivisie. 

## Accommodatie
De trainingen van Leiden Atletiek vinden vrijwel allemaal plaats op de Atletiekbaan in sportpark de Leidse Hout. De baan is eigendom van de gemeente en wordt gehuurd door de atletiekvereniging. Doordeweeks maken ook bijvoorbeeld scholen gebruik van de accommodatie.

## Sportaanbod
Leiden Atletiek heeft een breed sportaanbod. Bij de trainingen voor jeugdatleten (4 jaar en ouder) komen alle onderdelen aan bod. Op latere leeftijd kunnen atleten zelf kiezen welke onderdelen zij beoefenen. Daarnaast biedt Leiden Atletiek op alle niveaus training aan in technische nummers, loopnummers en lange afstanden. Er zijn binnen Leiden Atletiek twee groepen voor aangepast sporten, de racerunners en de Atletiek Plusgroep voor o.a. atleten met een autismespectrumstoornis.

## Gouden Spike
Een jaarlijks terugkerend evenement is de door Leiden Atletiek georganiseerde Gouden Spike. Deze avondwedstrijd trekt atleten uit binnen- en buitenland en is onderdeel van het nationaal baancircuit.

## Bekende leden
Een overzicht van Olympische atleten die de club heeft voortgebracht:
Leiden Atletiek
- Kamiel Maase
- Tessa van Schagen

AV de Bataven
- Rie Briejer
- Gerda Kraan
- Truus Hennipman
- Koen Gijsbers
- Han Kulker

AV Holland
- Wim Slijkhuis
- Yvonne van Dorp